# Maschera d'argento
La Maschera d'argento è stato un premio assegnato ai più popolari personaggi televisivi e cinematografici, a partire dal 1945. La cerimonia di consegna, in alcune occasioni tra gli anni '70 ed '80 è stata trasmessa in diretta o registrazione televisiva. La premiazione si teneva a Campione D'Italia dal 1976. Le precedenti edizioni si svolsero a Roma. 

## Edizioni
| Anno | Data         | Messa in onda     | Rete tv           | Conduttore/i                                                  | Premiati | Fonti |
| ---- | ------------ | ----------------- | ----------------- | ------------------------------------------------------------- | --- | ----- |
| 1971 | 14 ottobre   | Non in onda in tv | Non in onda in tv |                                                               | Enrico Montesano, Giovanna Ralli, Alighiero Noschese, Lino Banfi, Aldo Fabrizi, Luchino Visconti                                                                              |       |
| 1972 |              | Non in onda in tv | Non in onda in tv |                                                               | Mike Bongiorno, Patty Pravo, Domenico Modugno, Barbara Bouchet, Raffaella Carrà, Loretta Goggi, Alighiero Noschese, Tony Renis, Vittorio Gassman, Ugo Pagliai, Paola Pitagora |       |
| 1973 |              | Non in onda in tv | Non in onda in tv |                                                               | Isabella Biagini, Gabriella Ferri, Gino Bramieri |       |
| 1975 |              | Non in onda in tv | Non in onda in tv |                                                               | Giulietta Masina, Lila Brignone, Renato Pozzetto Ugo Tognazzi, Sergio Fantoni, Silvana Pampanini, Dario Argento, Giovanna Ralli                                               |       |
| 1976 | 23 settembre | Non in onda in tv | Non in onda in tv | Lello Bersani                                                 | Adriano Rodoni, Marcella Bella, Corrado, Antonella Steni, Luigi De Laurentiis, Mario Monicelli, Alberto Sordi, Ursula Andress                                                 | [ 2 ] |
| 1977 | 27 settembre | Non in onda in tv | Non in onda in tv | Corrado                                                       | Abbe Lane, Enzo Tortora, Dora Moroni, Mal, Gigi Proietti, Aldo Fabrizi | [ 3 ] |
| 1978 | 27 settembre | Non in onda in tv | Non in onda in tv | Walter Chiari                                                 | Giacinto Facchetti, Piero Angela, Angelo Branduardi, Ermanno Olmi, Jenny Tamburi, Franco Califano, Ornella Muti, Paolo Grassi, Severino Gazzelloni                            |       |
| 1979 | 12 ottobre   | Non in onda in tv | Non in onda in tv | Gianrico Tedeschi                                             | Gianni Rivera, Alida Chelli, Fred Bongusto, Valeria Moriconi, Ernesto Calindri, Franco Brusati, Paolo Stoppa, Giorgio Strehler                                                | [ 4 ] |
| 1983 | 3 ottobre    | Seconda serata    | Rai 1             | Enrica Bonaccorti                                             | |       |
| 1984 | 16 dicembre  | Seconda serata    | Rai 1             | Ivana Monti e Barbara D'Urso                                  | Marcello Mastroianni, Enzo Biagi, Jader Jacobelli, Sandro Bolchi, Marina Malfatti, Renato Pozzetto, Carla Fendi, Barbara De Rossi, Lina Sastri, Egidio Pedrini                |       |
| 1985 | 10 ottobre   | Seconda serata    | Rai 1             | Massimo Catalano e Roberta Manfredi                           | |       |
| 1986 | 23 dicembre  | Seconda serata    | Rai 1             | Rosanna Vaudetti e Alessandro Cecchi Paone con Cristina Piras | Luciano Pavarotti, Anna Proclemer, Diana Ferrara, Pupi Avati, Ben Gazzara, Monica Guerritore                                                                                  |       |